# Nordica
Nordica är ett svenskt fartyg som ägs av Sjöfartsverket och som används för farledsarbete, till exempel utprickning. Nordica används även som isbrytare när det behövs.